# Marlboro Man

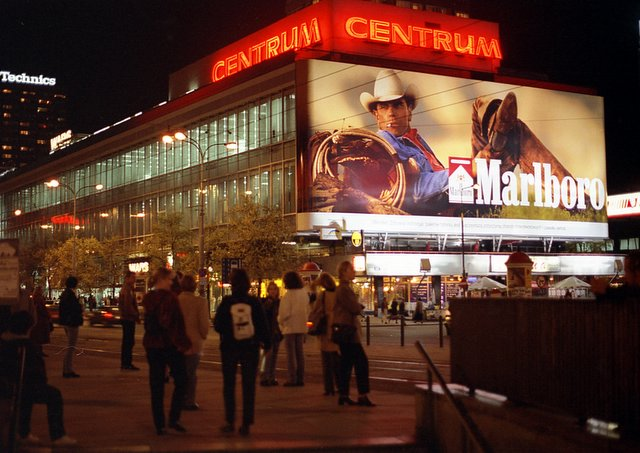
Marlboro-Werbung mit dem Marlboro Man am Einkaufszentrum Dom towarowy in Warschau (2007)

Der Marlboro Man (eingedeutscht auch Marlboro-Mann) ist eine fiktive Werbefigur der Zigarettenmarke Marlboro. Er gehört, neben weiteren fiktiven Markenmaskottchen wie z. B. Ronald McDonald, zu den weltweit bekanntesten Werbefiguren.

## Geschichte
Das Konzept und die Idee der Werbung, in der ein oder mehrere Cowboys in der Wildnis ihre Pflicht erfüllen und dabei Zigaretten mit sich führen, wurde 1954 von Leo Burnett entwickelt. Die Werbefigur sollte durch die Spots Männlichkeit, Kraft und einen unabhängigen Lebensstil vermitteln und letztendlich den Zuschauer zum Kauf von Marlboro-Zigaretten animieren. Die Marke galt vorher als eher weiblich konnotiert und wurde mit der Werbekampagne auch bei Männern populär, Frauen ließen sich aber nicht davon abschrecken.
Seit dem Jahr 2017 hat das Unternehmen die Werbung für Tabakzigaretten eingestellt.

## Darsteller
Die Darsteller des Marlboro Man, die ihn auf Plakaten und in den im Fernsehen und vor Kinofilmen gesendeten Spots verkörperten, waren unter anderem Charlie Conerly (Quarterback der New York Giants) als erster Marlboro Man, aber auch Schauspieler und Models wie Brad Johnson oder Darrell Winfield (1929–2015). Der berühmteste Darsteller war wohl Wayne McLaren, der diese Figur 1976 in einer Werbekampagne spielte. Nach langjährigem und starkem Zigarettenkonsum starb er 1992 im Alter von 51 Jahren an Lungenkrebs. Bereits 1987 war der Darsteller David Millar an einem Lungenemphysem gestorben. 1995 starb der Schauspieler und Marlboro Man David McLean an den Folgen des Rauchens. Eric Lawson, Darsteller in Anzeigen zwischen 1978 und 1981, starb am 10. Januar 2014 im Alter von 72 Jahren an chronisch obstruktiver Lungenerkrankung.
Der Marlboro-Mann war mit wechselnden Darstellern trotzdem weiterhin die Hauptfigur der Marlboro-Werbespots, die in den letzten Jahren in Deutschland nur noch in Kinos gezeigt werden durften.

## Kritiken und Parodien
Die Figur des Marlboro Man wurde (und wird) aufgrund ihres klischeehaften und übertrieben machohaften Auftretens schon unzählige Male parodiert. Auch war und ist sie Zielscheibe politischer Kritik, besonders durch Welt-Gesundheitsorganisationen. Diese kritisieren vor allem, dass die Figur des Marlboro Man besonders Teenagern falsche Werte von Männlichkeit und „Coolness“ vermittle und nebenbei zum gesteigerten Zigarettenkonsum verleite.